# Torny-Pittet
Torny-Pittet (o Torny-le-Petit o Torny-Inférieur, toponimo francese) è una frazione del comune svizzero di Torny, nel Canton Friburgo (distretto della Glâne).

## Storia
Già comune autonomo, nel 1848 è stato accorpato al comune di Middes, il quale a sua volta nel 2004 è stato accorpato all'altro comune soppresso di Torny-le-Grand per formare il nuovo comune di Torny.

## Monumenti e luoghi d'interesse
- Chiesa cattolica di San Martino, eretta nel IX-X secolo e ricostruita nel 1743 e nel 1813-1823[1].

## Amministrazione
Ogni famiglia originaria del luogo fa parte del comune patriziale che ha la responsabilità della manutenzione di ogni bene comune.